# Gary Walker

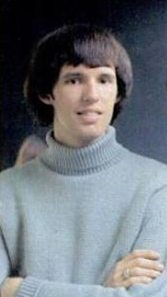
Gary Walker (1965)

Gary Walker (eigentlich Gary Leeds; * 9. März 1942 in Glendale, Kalifornien) ist ein amerikanischer Musiker, der vor allem als Schlagzeuger der Walker Brothers Erfolg hatte.

## Leben
Gary Walker startete seine Drummer-Karriere mit 14 Jahren in einer Schülerband. Seine erste eigene Gruppe hieß The Beltones, mit der er sich einen Namen als Schlagzeuger in der Musikszene um Los Angeles machen konnte. So taucht er seitdem in den Line-Ups verschiedener Bands auf, unter anderem bei den Standells zu deren Gründung 1962. Kurz vor deren ersten LP-Veröffentlichung bei Liberty Records wurde er aber durch Dick Dodd von den Mousketeers ersetzt. Zu dieser Zeit lernte er Elvis Presley kennen, dem er bei einem Konzert aushalf, als sich dessen Drummer verspätete. Zusammen mit dem gemeinsamen Freund P. J. Proby spielten sie gerne Football. 1964 nahm ihn Proby als Schlagzeuger mit auf eine erste Tour nach England.
John Maus und Scott Engel spielten 1964 als Lokalmatadoren im renommierten Gazzari’s Club bereits unter dem Namen The Walker Brothers, als sich Gary ihnen als Schlagzeuger anbot. Garys Idee, in England zu touren, wurde vom regelmäßigen Club-Gast Brian Jones unterstützt. Nahezu unbekannt erreichten die Walker Brothers im Winter 1964 das Königreich und kamen im folgenden Jahr in England zu Weltruhm. Zum Höhepunkt ihrer Karriere veröffentlichte Gary zwei Singles unter eigenem Namen für CBS Records, die beide auf den 26. Platz der britischen Charts kamen. Nach drei großen England-Touren 1966 und 1967 verlautbarte die Band ihre Trennung zum Vorantreiben der Solokarrieren.
Im Herbst 1967 gründete der Schlagzeuger mit dem Sänger, Gitarrist und Pianisten Paul „Charlie“ Crane, dem Bassisten John Lawson und dem Sänger und Lead-Gitarristen Joey Molland die Band Gary Walker and The Rain. Die Debüt-Single war 1968 eine Coverversion von Classics IVs Spooky. Die Veröffentlichung wurde durch eine gemeinsame Tour mit den Kinks, den Herd und den Tremeloes. Während der anschließenden Japan-Tournee wurde das Album Gary Walker & The Rain Album No 1 veröffentlicht, aus dem eine EP und zwei Singles ausgekoppelt wurden. Mit der japanischen Support-Band The Carnabeats nahm Gary anschließend den Song Cutie Morning Moon auf, zu dem Scott Walker Lyrics beisteuerte. Bevor sich die Band 1969 wieder trennte, kam in England mit Come In You’ll Get Pneumonia noch ein Cover der Easybeats heraus. Gary musste sodann aufgrund seiner auslaufenden Arbeitsgenehmigung zurück in die Staaten.
Erst 1975 kam Gary im Zuge einer Reunion der Walker Brothers mit dem Album No Regrets zurück nach England. Bis zur erneuten Bandauflösung drei Jahre später kamen zwei weitere Alben heraus, für die Gary auch Lead-Vocals beisteuerte. Seitdem widmet sich Gary dem Modellbau. 2005 kam es zu einzelnen Auftritten mit Walker-Brother John Maus, 2006 und 2007 gingen einige sehr erfolgreiche Jubiläums- und Best-of-Ausgaben der Walker Brothers in den Handel.
2009 veröffentlichten Gary und John Walker einen autobiographischen Bericht über die gemeinsame Zeit bei den Walker Brothers.

## Diskografie

### Singles
- 1966 – You Don't Love Me / Get It Right
- 1966 – Twinkie-Lee / She Makes Me Feel Better
- 1968 – Spooky / I Can’t Stand to Lose You (als Gary Walker & Rain)
- 1968 – Come In You’ll Get Pneumonia / Francis (als Gary Walker & Rain)
- 1968 – The View / Thoughts of an Old Man (als Gary Walker & Rain)
- 1968 – Magazine Woman / Take a Look (als Gary Walker & Rain)
- 1968 – Cutie Morning Moon / Gary’s Theme (als Gary Walker & the Carnabeats)
- 1975 – Hello How Are You / Fran

### EPs
- 1966 – Here’s Gary
- 1968 – Gary Walker & The Rain – Best  4

### Alben
- 1968 – Gary Walker & The Rain Album No 1